# Marčana
Marčana est un village et une municipalité située en Istrie, dans le comitat d'Istrie, en Croatie. Au recensement de 2001, la municipalité comptait 3 903 habitants, dont 89,96 % de Croates et le village seul comptait 1 015 habitants.

## Localités
La municipalité de Marčana compte 22 localités :
| - Belavići - Bratulići - Cokuni - Divšići - Filipana - Hreljići - Kavran - Krnica - Kujići - Loborika - Mali Vareški | - Marčana - Mutvoran - Orbanići - Pavićini - Peruški - Pinezići - Prodol - Rakalj - Šarići - Šegotići - Veliki Vareški |

## Personnalités liées à la commune
Le militant communiste Ante Ciliga (1898-1992) est né dans le village de Šegotići.
Édouard Calic (1910-2003), étudiant à Berlin et correspondant d'un journal Yougoslave. Résistant et déporté à Sachsenhausen de 1943 à 1945. Il est l'auteur de Himmler et l'empire SS (Ed. Nouveau monde)